# Obzova
Obzova je najviši vrh na otoku Krku, to je šesti otočni vrh po visini u Hrvatskoj s 569 mnm.

## Zemljopisne osobine
Obzova se nalazi na jugoistoku otoka Krka, i dijeli Bašćansku dolinu od Puntarske drage. Dio je zapadno gorskog masiva Krka, čiji su najviši vrhovi: Obzova (568 m), Veli vrh (541 m), Orljak (537 m), Veli Hlam (482 m) i Mali Hlam (446 m), južni nastavak planine je otok Prvić (363 m).
Na Obzovu se može popeti s Baške, Stare Baške i Punta, sa sve tri strane postoje dobro označene planinarske staze. Najlakša staza je ona koja vodi od Treskavca  (ili Malmašute) najviše točke na cesti Krk - Baška (319 m). Od Treskavca do Velog vrha vodi makadamska cesta od oko 1 km kroz borovu šumu, tako se može laganom šetnjom i blagim usponom preko kamenjara stići do Obzove.
S Obzove se pruža sjajan pogled na otok Krk, Rab, čitav Kvarnerić, Riječki zaljev i okolne planine na kopnu.
Ispod Velog Vrha i Treskavca nalazi se izvor Suhe Ričine jedinog stalnog vodotoka na svim jadranskim otocima.
- U Njivicama postoji Planinarsko društvo Obzova.

## Vanjske poveznice
- Obzova - Krk na potalu Zanimljive destinacije
- Obzova na Krku, fotografije Milivoja Filipovića, 7.1.2007.  Arhivirana inačica izvorne stranice od 8. siječnja 2010. (Wayback Machine)
- Obzova na portalu Planinarskim stazama  Arhivirana inačica izvorne stranice od 26. lipnja 2010. (Wayback Machine)
- Prvo planinarsko društvo na otoku Krku